# Heinkel HD 38
Heinkel HD 38 là một loại máy bay tiêm kích được phát triển ở Đức vào cuối thập niên 1920.

## Tính năng kỹ chiến thuật (with wheels)
Đặc điểm tổng quát
- Kíp lái: 1
- Chiều dài: 7,50 m (24 ft 7 in)
- Sải cánh: 10.00 m (32 ft 10 in)
- Chiều cao: 3.56 m (11 ft 8 in)
- Diện tích cánh: 30.8 m2 (332 ft2)
- Trọng lượng rỗng: 1.520 kg (3.360 lb)
- Trọng lượng có tải: 1.850 kg (4.080 lb)
- Powerplant: 1 × BMW VI, 560 kW (750 hp)

Hiệu suất bay
- Vận tốc cực đại: 290 km/h (180 mph)
- Trần bay: 6.700 m (22.000 ft)
- Vận tốc lên cao: 13,9 m/s (2.740 ft/phút)

Vũ khí trang bị
- 2 × súng máy

## Notes and references
- Taylor, Michael J. H. (1989). Jane's Encyclopedia of Aviation. London: Studio Editions. tr. 499.